# Apiro
Apiro är en ort och kommun i provinsen Macerata i regionen Marche i Italien. Kommunen hade 2 196 invånare (2018).